# Åsbo kyrkogård
Åsbo kyrkogård är en kyrkogård som omger Åsbo kyrka i Boxholms kommun i Östergötlands län. Kyrkogården har medeltida ursprung och förvaltas av Boxholms församling inom Linköpings stift. Riksantikvarieämbetet bedömer kyrkogård, murar, grindar, trädkrans och gravkapell som en miljö av 'mycket högt kulturhistoriskt värde'.

## Historia
Åsbo är en medeltida socken, och kyrkogården anlades i samband med uppförandet av den romanska stenkyrkan under 1100‑talet.

### Utvidgningar
- 1928 – kyrkogården utvidgades åt sydost efter ritningar av arkitekt Harald Wadsjö. Samtidigt uppfördes Åsbo gravkapell i tegel, ritat av Otto Gustafsson.[3]
- 1970–1972 – en andra, större utvidgning åt sydost planerades av trädgårdsarkitekt Sven Hermelin i samarbete med Johannes Dahls arkitektfirma.[4]

## Utformning
Kyrkogården är indelad i 22 kvarter (A–V). De äldsta kvarteren A–G omger kyrkan och präglas av höga 1800‑talsgravvårdar och järngallerhagar. Kvarteren H–K tillkom vid 1920‑talets utvidgning och har en enhetlig karaktär med familje‑ respektive linjegravar. Kvarteren L–V utgör 1970‑talets utvidgning och består till stor del av öppna gräsytor utan gravstenar.
Avgränsningen utgörs av en kallmurad gråstensmur kring den äldre kyrkogården, medan 1920‑talets och 1970‑talets delar har putsade respektive moderna betongfundament. Huvudgrinden i väster har smidda järnblad och flankeras av granitstolpar; sekundära portar finns i öster och söder.

## Gravvårdar och minnesmärken
På kyrkogården finns flera gravvårdar med titlar knutna till kyrkliga ämbeten, såsom komminister och kyrkovärd. I den äldre delen märks gravstenar över 1800‑talets prostar i Åsbo, bland andra Mauritz Landström (avliden 1925).

## Gravkapellet
Gravkapellet uppfördes 1928 i nationalromantisk stil med putsade fasader och koppartäckt sadeltak. Byggnaden används för bisättningar och mindre minnesstunder.

## Förvaltning
Anläggningen sköts av Boxholms församling, som sedan 2024 ingår i Folkungabygdens pastorat. Församlingen har antagit en vård‑ och underhållsplan där murar, grindar och äldre gravvårdar klassas som särskilt bevarandevärda.